# Петреску, Костин
Костин Петреску (рум. Costin Petrescu; 10 мая 1872, Питешти — 15 октября 1954, Бухарест) — румынский художник, дизайнер. Педагог, профессор

## Биография
Родился в семье художников, его отец и дед были живописцами.
Образование получил в Национальной школе изящных искусств (ныне - Бухарестский национальный университет искусств) в 1892—1895 годах. Ученик Джордже Деметреску-Миреа. Одновременно посещал курсы в Школе архитектуры (ныне - Университет архитектуры и урбанизма имени Иона Минку). Продолжил учёбу в академиях Вены, Мюнхена и Париже, где получив стипендию, учился в Академии Жюлиана под руководством Жана-Поля Лорана.
В 1921 году был направлен в США для изучения методов гравировки банкнот.
В 1925—1926 годах читал лекции по теории общей фрески в Академии изящных искусств в Лионе. В результате плодотворной работы, ему было присвоено звание «Почётный профессор» Лионской Академии изящных искусств.
Среди его известных учеников — Арсений (Бока).
Председатель Румынского Союза изобразительных искусств.

## Творчество
В своём творчестве использовал различные жанры, в разные периоды находился под влиянием символизма, ориентализма, постимпрессионизма, романтизма. К. Петреску писал картины в свободной манере, используя яркие цвета и схематический рисунок.
Автор полотен на исторические сюжеты, портретов. В межвоенный период К. Петреску создал серию портретов деятелей культуры Румынии, в том числе портреты Георгия Лазаря, Василе Ласкара (рум.), Деметру Иона Добреску (рум.) и других. За время творческой деятельности написал около 400 портретов.
Между 1934 и 1939 годами выполнил монументальную фреску в Румынском атенеуме, которая считается одним из величайших произведений искусства Румынии. Фреска размерами 3 метра в ширину и 70 метров в длину, расположена вокруг купола зала над ложами, состоит из 25 сцен, представляющих историю Румынии от античной эпохи (прихода императора Траяна в Дакию) до национальной войны за воссоединение (1916—1917) и правления Кароля II. В годы коммунистического режима в Румынии, фреска в Атенеуме, написанная Костином Петреску была покрыта красным бархатом, чтобы скрыть роль монархии в истории государства, и оставалась закрытой почти два десятилетия с 1948 по 1966 год.
Кроме того, украсил фресками княжескую церковь в Куртя-де-Арджеш, церковь в Мироши и нескольких общественных зданий (Собор Коронации в Алба-Юлии), создал иконы для ряда церквей Румынии. Обычно его фрески выполнены в традиционном стиле византийской православной иконографии, но при этом в них также отчётливо прослеживается западное влияние..
Костин Петреску в 1922 году создал Корону королевы Марии Эдинбургской в стиле ар-нуво для коронации Фердинанда I и Марии Эдинбургской.